# Эпигенез (геология)
Эпигенез в геологии (от греч. epi — после, сверх и genesis — возникновение) — вторичные процессы, совершающиеся через следующие одно за другим новообразования, обусловливающие любые изменения минералов и горных пород, в том числе полезных ископаемых после их образования.

## История
Понятие эпигенеза было предложено в 1900-х годах Р. Беком и Б. Стельцнером.